# Inez van Lamsweerde a Vinoodh Matadin

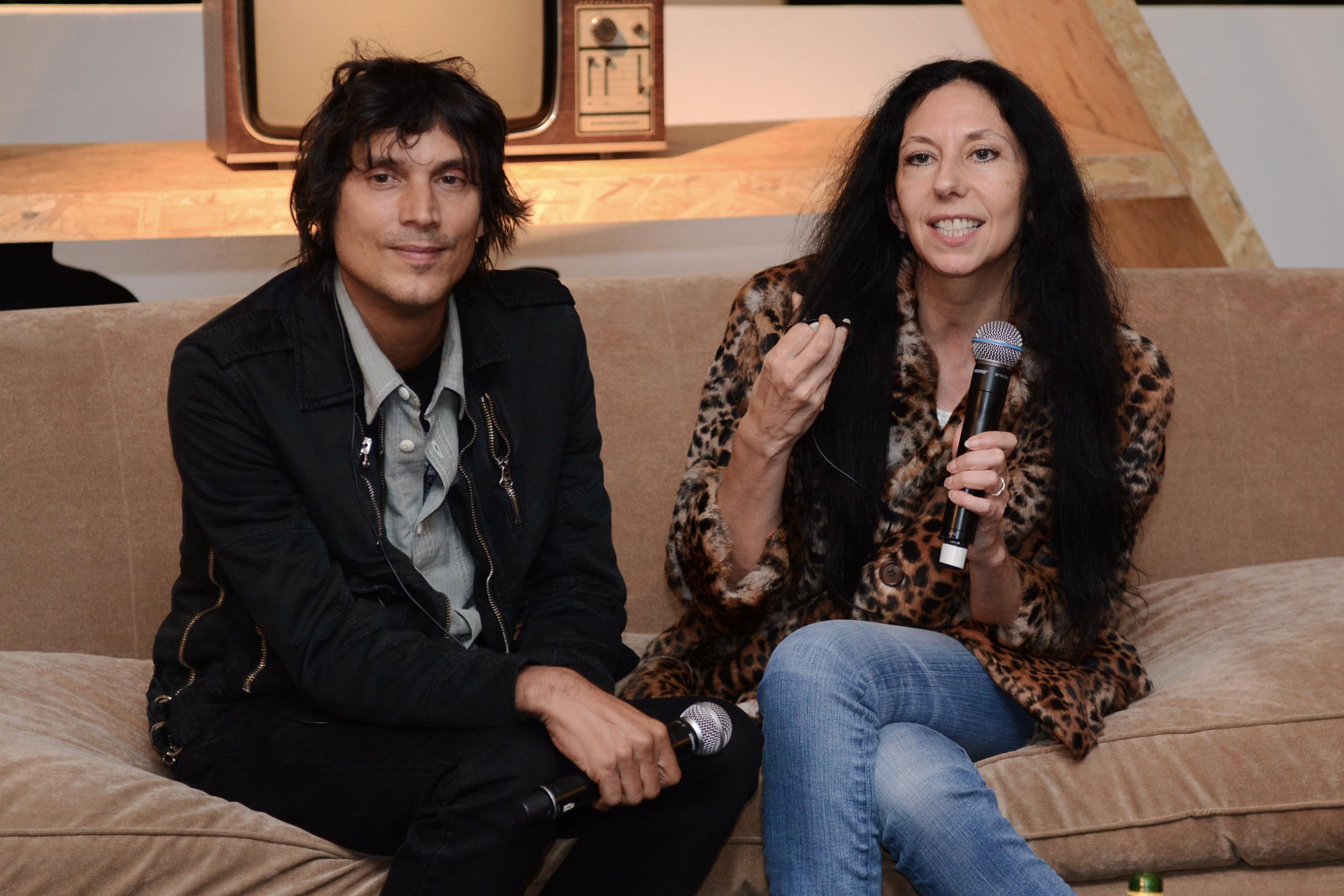
Inez van Lamsweerde a Vinoodh Matadin, 2011

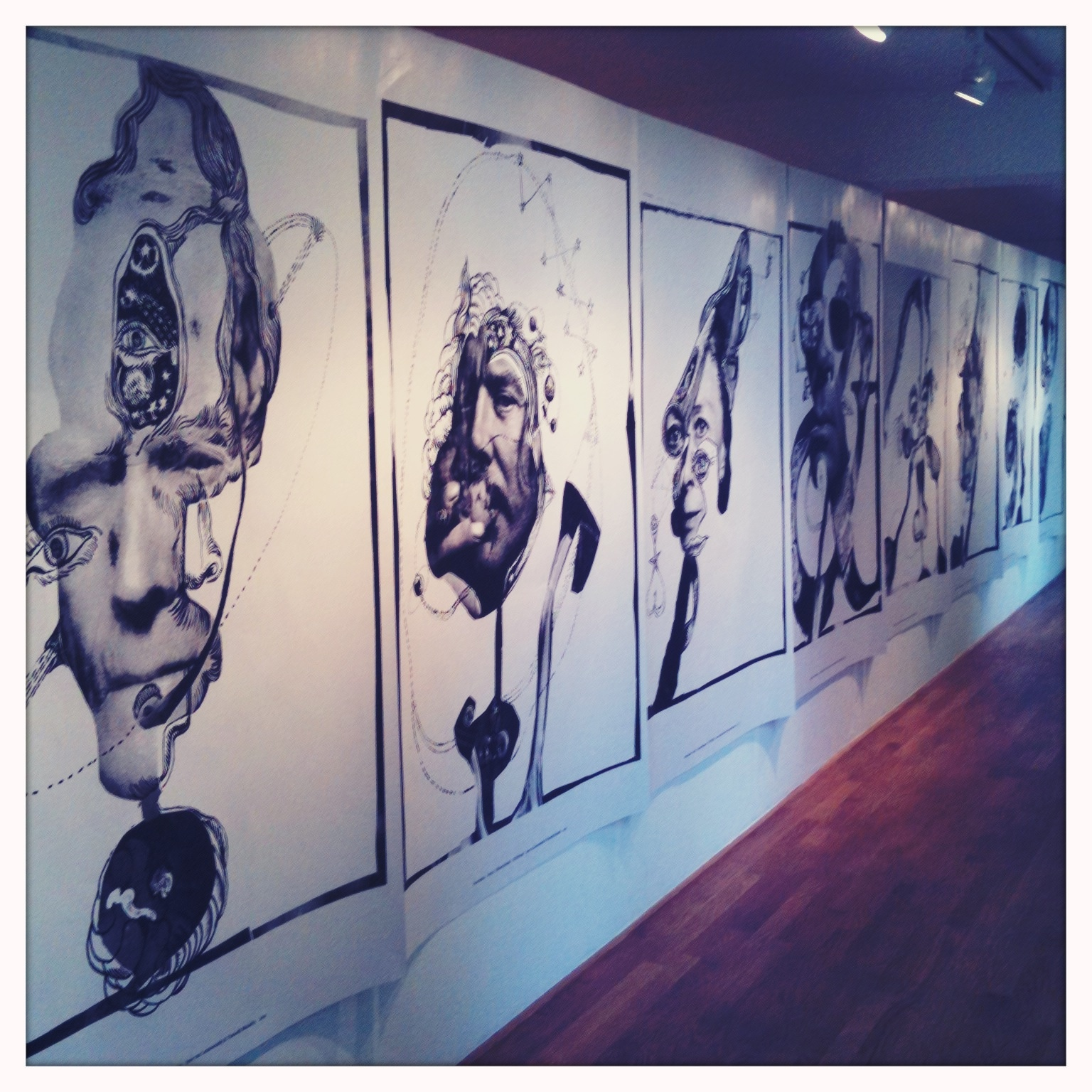
Výstava v galerii FOAM, Amsterdam

Inez van Lamsweerde (* 25. září 1963 Amsterdam, Nizozemsko) a Vinoodh Matadin (* 29. září 1961 tamtéž) je dvojice nizozemských módních fotografů, známých svou prací pro módní časopisy, reklamní kampaně a samostatnými uměleckými díly.

## Život a dílo
Vinoodh Matadin vystudoval módní návrhářství v Amsterdamu v letech 1981 - 1985, a hned po škole začal pracovat. Když se setkal s Inez van Lamsweerdeovou v roce 1986, studovala umění na Gerrit Rietveld Academie (1985–90). Později se staly partnery nejen na poli profesním, ale též osobním. Jejich spolupráce se pohybovala mezi uměním a módou, jejich snímky mohou být interpretovány jako kritické a mírně znepokojující. Představili kromě jiného digitálně manipulované fotografie již v rané fázi, což jim umožnilo zkoumat otázky týkající se pohlaví, sexuality, reality, povrchnosti a identity.

## Komerční díla
Publikovali svá díla v magazínech jako jsou například francouzský, britský, japonský, italský a americký Vogue, V Magazine, W Magazine, Harper's Bazaar, GQ, Self Service, The New York Times Magazine, Purple Fashion, Visionaire, Fantastic Man, Butt, VMAN, Arena Homme Plus, Man About Town nebo 032c.
Podíleli se na reklamách pro společnosti Viktor & Rolf, Yves Saint Laurent, Balenciaga, Chloé, Stella McCartney, Valentino, Gucci, Givenchy, Calvin Klein, Roberto Cavalli, Jódži Jamamoto (Yohji Yamamoto), Jean-Paul Gaultier, Gap, Cesare Paciotti, Narciso Rodriguez, Dior Homme, Dior Joaillerie, Chanel Beauté, Pucci, Emanuel Ungaro, Lancôme, Balmain, Isabel Marant, Callaghan, H&M, Lee Cooper, Gloria Vanderbilt, Joop, Giuseppe Zanotti Design, Moschino, Miss Sixty, Jimmy Choo, Laura Mercier, Herve Leger, Nina Ricci, Blumarine, Just Cavalli, Angelo Marani, Et Vous, Sandro, Roberto Coin nebo Lady Gaga.

## Galerie

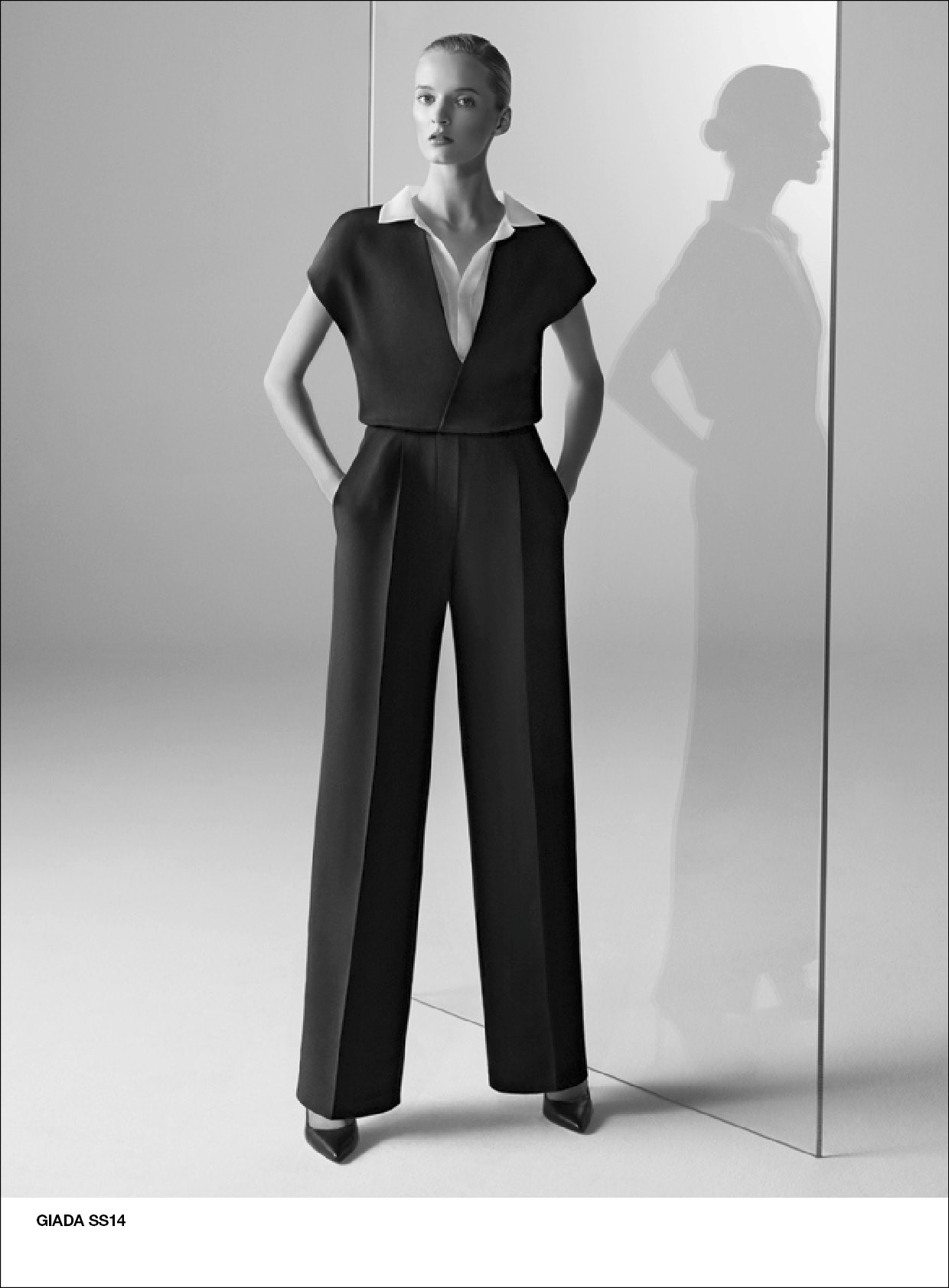
Giada
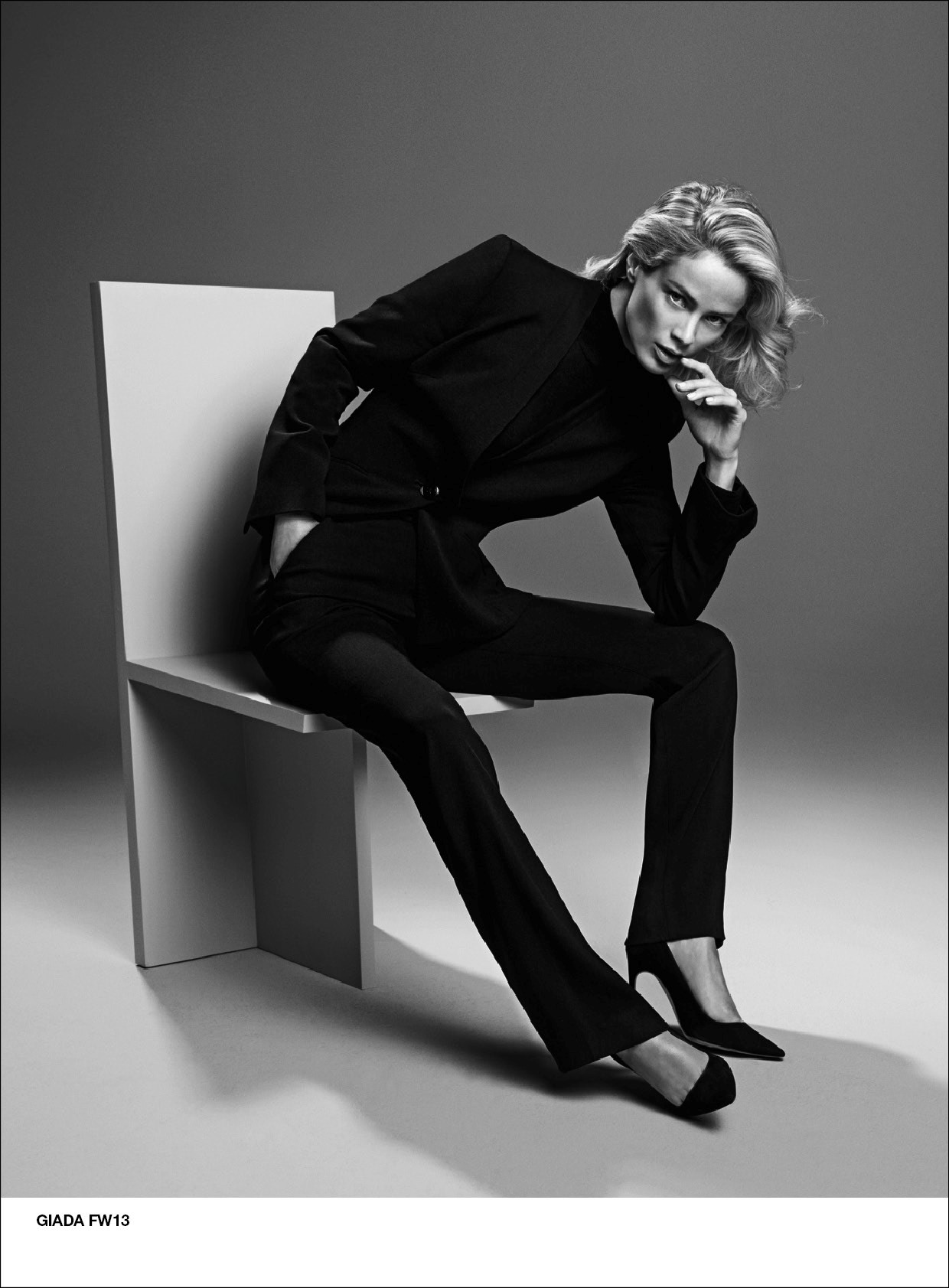
Giada